# Haworthia pygmaea var. fusca
Haworthia pygmaea var. fusca és una varietat de Haworthia pygmaea del gènere Haworthia de la subfamília de les asfodelòidies.

## Descripció
Haworthia pygmaea var. fusca és una suculenta perennifòlia on la superfície i la coloració de les fulles són de color verd fosc o bru. La forma i el marcatge de les fulles i el temps de floració corresponen a les espècies Haworthia retusa i H pygmaea.

## Distribució i hàbitat
Aquesta varietat creix a la província sud-africana del Cap Occidental. Creix al prat a la part alta d'un turó baix entre petits afloraments rocosos, ben amagats al sòl. No hi ha arbustos que creixin per protegir-les del sol.

## Taxonomia
Haworthia pygmaea var. fusca va ser descrita per (Breuer) M.B.Bayer i publicat a Haworthia Update 7(4): 36 (2012).
Etimologia
Haworthia: nom en honor del botànic britànic Adrian Hardy Haworth (1767-1833).
pygmaea: epítet llatí que vol dir "nana, petita".
var. fusca: epítet llatí que significa "fosca, bruna".
Sinonímia
- Haworthia fusca Breuer, Alsterworthia Int., Spec. Issue 7: 9 (2004). (Basiònim/Sinònim substituït)
- Haworthia retusa var. fusca (Breuer) Breuer, Alsterworthia Int. 16(2): 6 (2016).[7]